# Болгарское ополчение
Болгарское ополчение в Русско-турецкой войне 1877—1878 годов (болг. Българско опълчение) — болгарское ополчение, часть Русской армии, составлена из болгар-добровольцев, воевавшие против Османской империи под командованием генерала Николая Григорьевича Столетова в период Русско-турецкой войны, 1877—1878 годов.
Рядовые участники ополчения назывались «ополченцы-поборники». 18 мая 1877 года недалеко от города Плоешти делегация из города Самары, во главе которой были Ефим Кожевников и Пётр Алабин, торжественно вручила Знаменной роте болгарского ополчения — 3-я рота из 3-й дружины — Самарское знамя. Болгарские ополченцы сражались с ним в битвах за Стара-Загору и Нова-Загору, за Шипку и Шейново. В июле 1877 года ополчение было переформировано в Болгарское земское войско.

## История
В октябре 1876 года известный знаток востока и доверенный деятель славянских благотворительных комитетов, отставной генерал-майор Ростислав Фадеев представил начальнику главного штаба, генерал-адъютанту графу П. А. Гейдену, особую записку, озаглавленную: «Болгарское дело в турецкой войне», в которой старался выяснить наше положение в случае очередной войны с Османской империей (Турцией). В записке этой генерал Фадеев решительно высказывался за привлечение к военным действиям болгарских добровольцев через посредство болгарских комитетов. Таких добровольцев предполагалось набрать 15 000 и присоединить к ним 5 000 отпускных русских солдат, а для командования ими собрать всех служивших в России офицеров из болгар.
Записка генерала Фадеева была представлена военному министру и доведена до сведения Императора Александра II.
Война с Турцией была решена окончательно осенью 1876 года в Крыму, где находился тогда Александр II. Там же, в присутствии Великого Князя Николая Николаевича, избранного на должность Главнокомандующего, были обсуждены все предварительные военные меры, в том числе и формирование болгарских дружин.
Во главе Болгарского ополчения решено было поставить, по представлению военного министра, генерального штаба генерал-майора Николая Григорьевича Столетова.
В Кишинёве поселилось до тысячи болгар, участвовавших в сербско-турецкой войне, по большей части лишенных средств к жизни. 31 марта 1877 года в Армянское подворье собрались около 700 болгарских добровольцев. Когда им сообщили, что они поступают под начальство генерала Столетова, болгары закричали: «Ура! Да живей русский Царь и майка Руссия!». Они вместе с российским кадром (100 человек) были сведены 2 апреля 1877 года в три дружины, которые получили обмундирование и ружья Шаспо и прошли в 10 дней краткий курс военного обучения.
С началом войны дружины были переведены в Румынию, где пробыли 1½ мес. в течение которых в ополчение поступило ещё 4 300 болгар-добровольцев; тогда удалось сформировать уже 6 дружин.
18 июня 1877 года ополчение было включено в Передовой отряд генерал-лейтенанта Гурко; 20 июня приказано образовать ещё 6 дружин; каждая из существующих выделила по одной роте, сведенных в бригаду, и на них были возложены прием, обмундирование, снаряжение и обучение вновь вступающих в ряды ополчения болгарских добровольцев.

## Форма и обмундирование болгарских ополченцев
Барашковая шапка по образцу местной, с цветным суконным верхом; кафтан (мундир) тёмно-зелёного или чёрного сукна, как у моряков, с отложным воротником, без талии, двубортный, с металлическими гладкими пуговицами, с перемычкою сзади, с двумя карманами по бокам и с красными плечевыми погонами; шаровары темно-зелёного или чёрного сукна, на манер местных, широкие вверху и узкие внизу; плащ (шинель) по образцу наших для нижних чинов, из серого сукна, с красными плечевыми погонами, но без петлиц на воротнике; сапоги тоже по образцу наших для нижних чинов с правом заменить их со временем местными опанками; галстук; ремень поясной с пряжкою; по две патронные сумки на человека, каждая на 30 патронов; мешок (вместо ранца) с суконными, подшитыми холстом, подвязками; железный котелок; суконные портянки; рубашки из холста; исподние брюки из подкладочного холста; суконные рукавицы и шерстяные варежки.

## Состав болгарского ополчения
По сформировании 6-ти болгарских дружин офицеры, назначенные состоять в них, были распределены следующим образом:
- Начальник ополчения — генерального штаба генерал-майор Н. Г. Столетов (ему были даны права начальника дивизии; подчинялся он непосредственно начальнику штаба действующей армии).
- Начальник штаба — генерального штаба подполковник Рынкевич.
- Адъютант по хозяйственной части — гвардии штабс-капитан Ильин.
- Адъютант по строевой части — штабс-ротмистр Сухотин.
- Ординарцы: гвардии штабс-ротмистры Неверов и Лукашев и поручик Сухонин.
- Интендант ополчения — полковник Исаев.
- Прикомандированные к штабу: гвардии штабс-капитан Чиляев, капитаны Янович, Ефремов и Мерчанский.

### I бригада
- Командир бригады полковник Депрерадович, Фёдор Михайлович
- Командир бригады полковник Корсаков
- Бригадный священник архимандрит Амфилохий
- 1-я дружина

Командир дружины подполковник Кесяков (переименован из гвардии, болгарин по происхождению)
Дружинный адъютант поручик Новицкий,
Дружинный казначей поручик Зякин
- - Командир 1-й роты капитан Илышев
  - Командир 2-й роты капитан Стрижевский
  - Командир 3-й роты штабс-капитан Полянский
  - Командир 4-й роты штабс-капитан Красинский
  - Командир 5-й роты штабс-капитан Колесинский
  - Субалтерн-офицеры подпоручик Делов и Стоянов (болгары)
  - Прикомандированные: штабс-капитаны Лобановский и Ламбухин, поручики Прилуцкий и Савельев, гв. подпоручик Соллогуб и прапорщик Вальднер
  - Врач надворный советник Бонев (болгарин), который впоследствии был назначен старшим врачом ополчения
- 2-я дружина

Командир дружины майор Куртьянов
Дружинный адъютант поручик Богушевский
- - Командир 1-й роты капитан Медынский
  - Командир 2-й роты капитан Гурский
  - Командир 3-й роты штабс-капитан Малинин
  - Командир 4-й роты штабс-капитан Морозов
  - Командир 5-й роты штабс-капитан Обнинский
  - Прикомандированные: штабс-капитан Волгин, поручик Сокольский, поручик Шиваров (болгарин), поручик Скорняков; юнкеры Блысков, Попов, Паница, Узунов (болгары)
  - Врач Мирков (болгарин)

### II бригада
Командир бригады флигель-адъютант, полковник князь Вяземский
Бригадный адъютант поручик Астафьев,
Бригадный священник о. Драганов
- 3-я дружина

Командир дружины подполковник Калитин
Дружинный адъютант подпоручик Поликарпов,
Дружинный казначей поручик Беляев,
Заведующий оружием поручик Попов
- - Командир 1-й роты капитан Федоров
  - Командир 2-й роты штабс-капитан Усов
  - Командир 3-й роты штабс-капитан Попов
  - Командир 4-й роты поручик Филов (болгарин)
  - Командир 5-й роты штабс-капитан Стессель
  - Субалтерн-офицеры поручик Живарев, подпоручик Добровский, подпоручик Кисов (болгарин), подпоручик Гуджев (болгарин), прапорщик Лазарев и прапорщик Болышев

Врач Вязанков (болгарин)
- 4-я дружина

Командир дружины майор Редькин
Дружинный адъютант поручик Коростелев
Дружинный казначей поручик Андреевский
- - Командир 1-й роты капитан Николов (болгарин)
  - Командир 2-й роты штабс-капитан Михеда
  - Командир 3-й роты штабс-капитан Киселев
  - Командир 4-й роты штабс-капитан Крейцбрист
  - Командир 5-й роты поручик Кашталинский
  - Субалтер-офицеры: поручик Симанский и поручик Забелин
  - Врач Угрюмов

### III бригада
Командир бригады флигель-адъютант, полковник, граф М. П. Толстой
- 5-я дружина

Командир дружины подполковник Нищенко
Дружинный адъютант поручик Рудомино
Дружинный казначей поручик Иващенко
- - Командир 1-й роты капитан Сухомлинов
  - Командир 2-й роты капитан Амосов
  - Командир 3-й роты штабс-капитан Розанов
  - Командир 4-й роты поручик Чернявский
  - Командир 5-й роты поручик фон-дер-Ховен
  - Субалтерн-офицеры поручики Ильин, Павлов, Плещанский, Сахаров, Войцеховский, Рутковский; подпоручики: Николаев, Максютенко 1, Максютенко 2

Прикомандированные: капитан Поль и штабс-капитан Пуцята
- 6-я дружина

Командир дружины подполковник Беляев
Дружинный адъютант поручик Рябцов
Дружинный казначей поручик Сократов
- - Командир 1-й роты штабс-капитан Васильев
  - Командир 2-й роты штабс-капитан Якобсон
  - Командир 3-й роты штабс-капитан Щостак
  - Командир 4-й роты штабс-капитан Мещев
  - Командир 5-й роты поручик Линкольн
  - Прикомандированные: штабс-капитан Новлянский, поручик Плещинский

Впоследствии прибыли и были зачислены в состав ополчения ещё следующие офицеры:
Полковник Энгельгардт;
Подполковники Депрерадович, граф Тизенгаузен, Львов;
Капитаны Григорьев, Марциновский;
Штабс-Капитаны Товаров, Афанасьев, Севрюк, Рогозинский, Местников, Любомский(болгарин), Ханкиопов, Ковалевский, Ясинский;
Поручики Гюббенет, Жданов, Скоробогатов, Поражецкий, Лебедев, Терминский, Кругликов;
Подпоручики Бужинский, Данилов;
Гв. прапорщик Ползиков;
Подпоручик Качалов;
Прапорщики Ротин, Лисенко, Сенкевич, Селиванов, Людницкий, Сарнит.